# Provincia di Lai Châu
Lai Chau (Vietnamita: Lai Châu, ideogrammi: 萊州) è una provincia della regione nord-occidentale del Vietnam. Lai Chau è la provincia meno popolata del paese. È situata sul confine con la Cina.
La maggior risorsa economica della provincia è il legname.
- Capoluogo: Lai Chau (41 771 abitanti)
- Temperatura media annua: 23 °C.

## Distretti
Lai Chau è divisa in una città (Lai Châu) e sette distretti:
- Mường Tè;
- Phong Thổ;
- Sìn Hồ;
- Tam Đường;
- Than Uyên;
- Tân Uyên;
- Nậm Nhùn.